# Fire (canción de Bruce Springsteen)
«Fire» es una canción escrita por Bruce Springsteen.

## Versión de Bruce Springsteen
"Fire" fue escrito durante las sesiones de Born to Run.La canción fue escrita como un tributo a Elvis Presley, que murió durante las sesiones de grabación el 16 de agosto de 1977.Un estudio de toma de "Fire" fue grabado durante las sesiones, pero no volvería a ver de lanzamiento oficial hasta el año 2010 es el conjunto de caja de promesas.
A pesar de que interpretó la canción en vivo desde 1978 en adelante sus conciertos, Springsteen mismo no dio a conocer su propia grabación de la canción hasta su 1986 Live/1975-85 álbum, que contiene el 16 de diciembre 1978 el rendimiento en el Winterland de San Francisco. La grabación fue muy editada, para eliminar en el escenario de Springsteen travesuras. Esta versión fue lanzada como un solo número, anotando 46 en la lista pop de EE.UU.. El lado B era una versión en vivo de "Incidente en la calle 57".
Un vídeo musical para la canción fue lanzada en el momento, pero incluía un 1986 sin ninguna relación rendimiento acústico en un concierto en beneficio de la escuela Bridge. La canción fue lanzada también en 'The Promise' y una versión en video que aparece en el correspondiente DVD 'The Promise: The Darkness On The Edge Of Town Story' como parte de la Thrill Hill Vault Houston '78 Bootleg: House Cut.

## Versión de Robert Gordon
"Fire" fue lanzado por primera vez por Robert Gordon en 1978 desde el disco de pescado fresco especial, y la canción recibió un modesto álbum orientado a las emisiones de radio de rock con él.

## Versión The Pointer Sisters
The Pointer Sisters grabó "Fire" para su álbum de 1978,Energy, interpretado junto con Anita Pointer, que se publicó como sencillo principal. El sencillo inaugural de las Pointer Sisters como el trío de Anita, junio y puntero Ruth, "Fuego" trajo las Pointer Sisters a un nuevo nivel de éxito que marca el grupo Top Ten de debut: el aumento tan alto como # 2 en el Hot 100 de Billboard la revista en febrero de 1979, "Fuego" con el tiempo estarían atadas por "Slow Hand".Lanzado en I Billboard Hot & B / Hip-Hop y Adultos cartas contemporáneas en, respectivamente, # 14 y # 22, "Fire" también logro que The Pointer Sisters llegara  alcanzar las listas de posiciones internaciones # 1 en Bélgica, los Países Bajos, Sudáfrica y Nueva Zelanda, y la carta de Australia (# 7), Austria (# 10), Canadá (# 3), Alemania (# 35) y el Reino Unido (# 34).

### Lista de posiciones
| Posiciones                      | Mejor posiciones |
| ------------------------------- | ---------------- |
| Austrian Top 40                 | 10               |
| Australian Kent Music Report    | 7                |
| Belgium VRT Top 30              | 1                |
| Canadian RPM Top Singles        | 3                |
| Dutch Top 40                    | 1                |
| German Top 100                  | 35               |
| New Zealand RIANZ Singles       | 1                |
| South African Top 30            | 1                |
| UK Singles Chart                | 34               |
| US Billboard Hot 100            | 2                |
| US Billboard R&B Singles        | 14               |
| US Billboard Adult Contemporary | 21               |

## Sucesión
| Predecesor: "Chiquitita" por ABBA         | Dutch Top 40 sencillos números uno 10 de marzo de 1979-31 de marzo de 1979 | Sucesor: "Lay Your Love on Me" por Racey |
| Predecesor: "Y.M.C.A." por Village People | New Zealand RIANZ Top 40 sencillos números uno 11 de marzo de 1979         | Sucesor: "Tragedy" por Bee Gees          |

- Datos: Q3508168